# Asklepios Klinik Altona
Die Asklepios Klinik Altona (bis 2005 Allgemeines Krankenhaus Altona) ist ein Lehrkrankenhaus der Universität Hamburg im Bezirk Altona. Es ist Bestandteil des zu 74,9 % privatisierten Landesbetriebs Krankenhäuser (LBK). Der Bau ersetzte 1971 das alte Altonaer Krankenhaus in der Max-Brauer-Allee (Allee 164). Seit 2005 privatwirtschaftlich geführt, hat das Haus heute 1550 Mitarbeiter.

## Gebäude
Das 1961 bis 1970 errichtete Gebäude an der Paul-Ehrlich-Straße 1 in Othmarschen wurde von Kallmorgen & Partner entworfen, die am Wettbewerb von 1958 teilgenommen hatten. Es wurde für 1.078 Betten in 31 Stationen geplant. Zur Kostenersparnis wurde das mittlerweile denkmalgeschützte Bettenhaus als aufrechte, 120 Meter lange, 14 Meter breite und 23 Geschosse umfassende Scheibe auf einem aus Bundesmitteln errichteten Atomschutzbunker aufgebaut. Inzwischen ist neben diesem Altbau ein Neubau geplant.
1996 wurde das neue Zentrum für Perinatalmedizin fertig. Im folgenden Jahr gingen das Interventionszentrum mit einem erweiterten Behandlungs- und Diagnostiktrakt für endoskopische Eingriffe, ein Sterilisationstrakt und die neue operative Intensivstation in Betrieb.
2005 übernahm der Asklepios-Konzern das Haus. 2007 entstand das Parkhaus, 2009 die neue Zentrale Notaufnahme.

## Organisation
Die Asklepios Klinik Altona beherbergt unter ihrem Dach ein breites Spektrum medizinischer Fachbereiche. Sie gehört zum inzwischen teilprivatisierten Landesbetrieb Krankenhaus Hamburg, welcher zu 74,9 % im Besitz des Krankenhaus-Unternehmens Asklepios Kliniken ist und heute unter dem Namen Asklepios Kliniken Hamburg firmiert.
Im Haus nimmt die interdisziplinäre Zusammenarbeit in der Diagnostik und Therapie von Tumorerkrankungen, das Tumorboard, einen hohen Stellenwert ein. Hierzu erfolgen mehrfach pro Woche gemeinsame Konferenzen von Spezialisten aus verschiedenen Fachbereichen mit Bezug zu Tumorerkrankungen. Es werden in diesem Kontext Krankheitsverläufe und Behandlungstherapien von relevanten Patienten diskutiert.

## Fachabteilungen
- Allgemein- und Viszeralchirurgie
- Anästhesiologie, Intensivmedizin, Notfallmedizin, Schmerztherapie
- Augenheilkunde
- Gastroenterologie
- Gynäkologie und Geburtshilfe
- HNO-Heilkunde
- Hämatologie und internistische Onkologie
- Kardiologie und Pneumologie
- Neurochirurgie
- Neurologie mit Stroke Unit
- Rheumatologie
- Gefäß- und endovaskuläre Chirurgie
- Unfallchirurgie, Orthopädie und Wirbelsäulenchirurgie
- Urologie
- Strahlendiagnostik und Nuklearmedizin
- Zentrale Notaufnahme (ZNA)

## Kompetenzzentren
- GastroClinic (Gastroenterologie und Viszeralchirurgie)
- Gefäßzentrum mit interventioneller Radiologie
- Neurozentrum
- Onkologisches Zentrum
- Perinatalzentrum (in Kooperation mit dem Altonaer Kinderkrankenhaus)